# Paul Falke
Paul Falke (* 6. Januar 1920 in Schmallenberg; † 3. Februar 1990 in Gstaad, Schweiz) war ein deutscher Unternehmer und Kommunalpolitiker.

## Leben und Wirken
Er war Sohn von Franz Falke. Er besuchte nach der Schule in Schmallenberg die Textilschule in Aachen und war während des Zweiten Weltkrieges Soldat. Im Jahr 1951 wurde er zusammen mit seinem Bruder Franz-Otto Leiter des Familienunternehmens Falke. Seit den 1950er-Jahren baute er die Firma zu einem der führenden deutschen Textilunternehmen aus. Durch Zukauf der „Uhli-Feinstrumpfwerke“ in Lippstadt begann neben der Verarbeitung von Wolle der Einstieg in die Feinstrumpfproduktion. Falke war verantwortlich für den Aufbau eines Filialnetzes und neuer Produktionsstandorte auch in Südafrika, Portugal und Österreich. 
Daneben engagierte sich Falke in verschiedenen Unternehmensverbänden. Seit 1947 saß er im Hauptausschuss des Verbandes der Nord-Westdeutschen Textilindustrie und war von 1961 bis 1989 Präsident des Gesamtverbandes der deutschen Maschenindustrie. Er war außerdem Mitglied im Konsumgüterausschuss des BDI (Köln) und mehrere Jahre dessen Vorsitzender. Außerdem war Falke in verschiedenen Aufsichtsräten oder Beiräten etwa der Deutschen Bank oder Horten vertreten. 
Falke prägte nicht nur wirtschaftlich, sondern auch kommunalpolitisch die Nachkriegszeit in Schmallenberg maßgeblich mit. Seit 1945 war er Mitglied der CDU und für diese Partei von 1952 bis 1989 Ratsmitglied in Schmallenberg. Außerdem saß er von 1961 bis 1974 in der Amtsvertretung des Amtes Schmallenberg. Ab 1952 bis 1984 war Falke Bürgermeister von Schmallenberg und seit 1977 Ehrenbürger der Stadt.